# Negrași (gmina)
Negrași – gmina w Rumunii, w okręgu Ardżesz. Obejmuje miejscowości Bârlogu, Buta, Mozacu i Negrași. W 2011 roku liczyła 2387 mieszkańców.